# Алатау (Жамбылская область)
Алатау (каз. Алатау, до 199? г. — Андреевка) — село в Жуалынском районе Жамбылской области Казахстана. Входит в состав Кызыларыкского сельского округа. Код КАТО — 314257300.

## Население
В 1999 году население села составляло 335 человек (170 мужчин и 165 женщин). По данным переписи 2009 года, в селе проживал 391 человек (204 мужчины и 187 женщин).